# Laphria auribasis
Laphria auribasis là một loài ruồi trong họ Asilidae. Laphria auribasis được Walker miêu tả năm 1864. Loài này phân bố ở miền Australasia.